# 1972-es sakkvilágbajnokság
 Ez a cikk a sakkjátszmák algebrai lejegyzését alkalmazza.
Az 1972-es sakkvilágbajnokság versenysorozata zónaversenyekből, zónaközi versenyből, a világbajnokjelöltek párosmérkőzéses rendszerű egyenes kieséses versenyéből és a világbajnoki döntőből állt. A döntő a világbajnokjelöltek versenyén győzedelmeskedő amerikai Bobby Fischer, és az akkori világbajnok, Borisz Szpasszkij között zajlott. A versenyt Izland fővárosában, Reykjavíkban, a Laugardalshöll arénában vívták 1972. július 11. – augusztus 31. között. Az időszak kétségtelenül két legerősebb sakkjátékosának mérkőzését felfokozott politikai és médiaérdeklődés kísérte, az „évszázad sakkmérkőzésének” is nevezik.
Fischer 12½–8½ arányban győzött, ezzel ő lett a sakkozás 11. világbajnoka, és megszakította a szovjet sakkozók negyedszázados hegemóniáját. Wilhelm Steinitz után ő a második amerikai állampolgár, de egyben ő az első amerikai születésű sakkozó, aki elnyerte ezt a címet.

## Előzmények
A sakkvilágbajnoki címet Borisz Szpasszkij 1969-ben szerezte meg, miután másodszori próbálkozásra az 1969-es sakkvilágbajnokság döntőjében 12,5–10,5 arányban legyőzte Tigran Petroszjánt.
Az első Nemzetközi Sakkszövetség (FIDE) által rendezett 1948-as sakkvilágbajnokság óta szovjet sportolók nyerték a világbajnokságot. Mihail Botvinnik 1948–1957, 1958–1960 és 1961–1963, Vaszilij Szmiszlov 1957–1958, Mihail Tal 1960–1961, Tigran Petroszján 1963–1969 között viselte a címet Szpasszkij előtt.
1948 óta első alkalommal fordult elő, hogy a sakkvilágbajnokság döntőjében nem két szovjet versenyző küzdött meg egymással.

### A zónaversenyek
Az 1970/72-es sakkvilágbajnoki ciklusban 10 zónaversenyre került sor.
1. zónaPraia da Rocha (Portugália)
1969. októberben a portugál tengerparti Praia da Rochán rendezték az „Európai 1. zóna” versenyét, amelyet holtversenyben a jugoszláv Minić, a csehszlovák Filip és a jugoszláv Gligorić nyert meg. Ők hárman jutottak tovább a zónaközi versenyre.
2. zónaRaach (Ausztria)
A második európai zóna versenyét 1969. októberben az ausztriai Raachban rendezték. Az első helyet az NDK-beli Uhlmann szerezte meg, a 2–5. helyen holtversenyben végzett a svéd Andersson, a jugoszláv Ivkov, a magyar Portisch Lajos és a csehszlovák Smejkal. Köztük a rájátszás döntött a második és harmadik továbbjutó helyért, amit Portisch és Ivkov szerzett meg.
3. zónaAthén (Görögország)
A harmadik európai zóna versenyére 1969-ben Athénban került sor. Az első helyet a jugoszláv Matulović szerezte meg, a 2–3. helyen holtverseny alakult ki a csehszlovák Hort és az NSZK-beli Hübner között. Ők hárman jutottak tovább.
4. zónaMoszkva, szovjet bajnokság
Az 1969. szeptember–októberben rendezett 37. szovjet sakkbajnokság egyben zónaversenynek is számított. Ebből a zónából négy versenyző juthatott tovább a zónaközi versenyre. Az 1–2. helyet Polugajevszkij és Petroszján szerezte meg, a 3–5. helyen holtverseny alakult ki Mark Tajmanov, Vaszilij Szmiszlov és Jefim Geller között. Ebből a zónából négyen juthattak tovább. Tekintettel arra, hogy Petroszján mint az előző világbajnokság vesztese közvetlenül a világbajnokjelöltek párosmérkőzéses szakaszában vehetett részt, ezért a rajta kívül felsorolt versenyzők kvalifikálták magukat a zónaközi versenyre.
5. zónaNew York, az Egyesült Államok bajnoksága
Az 1969. novemberben rendezett 20. USA-bajnokság egyúttal a világbajnokság zónaversenyének számított, amelyről három versenyző juthatott tovább. A győzelmet Samuel Reshevsky szerezte meg Addison és Benkő Pál előtt. Bobby Fischer nem vett részt ezen az amerikai bajnokságon, így a zónaközi versenyen való részvétele is kérdésessé vált. Indulása úgy vált lehetségessé, hogy a magyar származású Benkő Pál lemondott a javára a kvalifikációról.
6. zónaPointe-Claire (Kanada)
Az 1969. augusztusban rendezett 59. Kanada-bajnokság egyben zónaversenynek számított, amelyről egy versenyző juthatott tovább. Az élen holtversenyben végzett Duncan Suttles és Zvonko Vranesic, közülük a rájátszás döntött Suttles javára.
7. zónaQuito/Guayaquil (Ecuador)
A közép-amerikai zóna versenyére 1969. júliusban az ecuadori Quitóban és Guayaquilban került sor, amelyről egy versenyző kvalifikálhatta magát a zónaközi versenyre. Az élen holtversenyben végzett az ecuadori Olavo Yepez és a kubai Eleazar Jiménez. A rájátszás után Jiménez kvalifikálta magát a zónaközi versenyre.
8. zónaMar del Plata (Argentína)
Az 1969. márciusban rendezett dél-amerikai zónaversenyről három versenyző juthatott tovább. Az élen holtversenyben két argentin, Najdorf és Panno végzett, a 3–4. helyen is holtverseny alakult ki a brazil Mecking és az argentin García között. A harmadik továbbjutó helyért folyó rájátszásban Mecking győzött, így ő jutott tovább az élen végzettek mellett.
9. zónaSzingapúr (Singapore)
A nyugat-ázsiai zóna versenyét 1969. novemberben rendezték Szingapúrban. A zónaversenyen az izraeli Kagan és a mongol Tudev Ujtumen holtversenyben végzett az élen. A rájátszást a mongol versenyző nyerte, így ő jutott tovább a zónaközi versenyre.
10. zónaSzingapúr (Singapore)
A Délkelet-Ázsiát és Óceániát magába foglaló 10. zóna versenyére is Szingapúrban került sor 1969. augusztusban. A versenyen holtversenyben a Fülöp-szigeteki Naranja és az ausztrál Browne végzett. A rájátszást Naranja nyerte, ezzel jogot szerzett a zónaközi versenyen való indulásra.

### Az 1970-es zónaközi verseny
A versenyt 1970. november–decemberben rendezték a Spanyolországbeli Palma de Mallorcán. Az első hat versenyző jutott tovább a világbajnokjelöltek versenyére.
|    | Versenyző              | Ország                    | 1 | 2 | 3 | 4 | 5 | 6 | 7 | 8 | 9 | 10 | 11 | 12 | 13 | 14 | 15 | 16 | 17 | 18 | 19 | 20 | 21 | 22 | 23 | 24 | Pont |
| -- | ---------------------- | ------------------------- | - | - | - | - | - | - | - | - | - | -- | -- | -- | -- | -- | -- | -- | -- | -- | -- | -- | -- | -- | -- | -- | ---- |
| 1  | Bobby Fischer          | Amerikai Egyesült Államok | - | 0 | 1 | ½ | 1 | 1 | ½ | 1 | ½ | 1  | 1  | 1  | 1  | 1  | 1  | 1  | 1  | ½  | 1  | 1  | ½  | ½  | 1  | ½  | 18½  |
| 2  | Bent Larsen            | Dánia                     | 1 | - | ½ | ½ | 0 | 1 | ½ | ½ | ½ | ½  | 1  | 1  | 0  | ½  | ½  | 1  | ½  | 1  | ½  | 1  | 1  | ½  | 1  | ½  | 15   |
| 3  | Jefim Petrovics Geller | Szovjetunió               | 0 | ½ | - | 1 | ½ | 1 | ½ | 1 | ½ | ½  | ½  | 1  | ½  | ½  | 1  | ½  | 1  | ½  | ½  | ½  | 1  | 1  | ½  | ½  | 15   |
| 4  | Robert Hübner          | NSZK                      | ½ | ½ | 0 | - | ½ | 1 | ½ | 0 | ½ | ½  | 0  | ½  | ½  | 1  | ½  | 1  | 1  | 1  | 1  | ½  | 1  | 1  | 1  | 1  | 15   |
| 5  | Mark Tajmanov          | Szovjetunió               | 0 | 1 | ½ | ½ | - | ½ | ½ | ½ | ½ | ½  | ½  | 0  | ½  | 0  | 1  | 1  | ½  | 1  | ½  | 1  | ½  | 1  | 1  | 1  | 14   |
| 6  | Wolfgang Uhlmann       | NDK                       | 0 | 0 | 0 | 0 | ½ | - | 1 | ½ | ½ | 1  | ½  | ½  | 1  | ½  | 0  | 1  | ½  | 1  | 1  | ½  | 1  | 1  | 1  | 1  | 14   |
| 7  | Portisch Lajos         | Magyarország              | ½ | ½ | ½ | ½ | ½ | 0 | - | ½ | 0 | 1  | ½  | 1  | 1  | ½  | ½  | ½  | 1  | ½  | ½  | 1  | ½  | 1  | 1  | 0  | 13½  |
| 8  | Vaszilij Szmiszlov     | Szovjetunió               | 0 | ½ | 0 | 1 | ½ | ½ | ½ | - | 1 | ½  | ½  | 0  | ½  | ½  | ½  | ½  | ½  | ½  | 1  | 1  | ½  | 1  | 1  | 1  | 13½  |
| 9  | Lev Polugajevszkij     | Szovjetunió               | ½ | ½ | ½ | ½ | ½ | ½ | 1 | 0 | - | ½  | 1  | ½  | ½  | ½  | ½  | 1  | 0  | ½  | 1  | 1  | ½  | ½  | ½  | ½  | 13   |
| 10 | Svetozar Gligorić      | Jugoszlávia               | 0 | ½ | ½ | ½ | ½ | 0 | 0 | ½ | ½ | -  | 1  | ½  | 1  | ½  | 1  | ½  | ½  | 1  | 0  | ½  | 1  | ½  | 1  | 1  | 13   |
| 11 | Oscar Panno            | Argentína                 | 0 | 0 | ½ | 1 | ½ | ½ | ½ | ½ | 0 | 0  | -  | ½  | ½  | ½  | 1  | 1  | ½  | ½  | ½  | ½  | 1  | 1  | ½  | 1  | 12½  |
| 12 | Henrique Mecking       | Brazília                  | 0 | 0 | 0 | ½ | 1 | ½ | 0 | 1 | ½ | ½  | ½  | -  | 1  | ½  | ½  | ½  | ½  | 0  | ½  | ½  | 1  | 1  | 1  | 1  | 12½  |
| 13 | Vlastimil Hort         | Csehszlovákia             | 0 | 1 | ½ | ½ | ½ | 0 | 0 | ½ | ½ | 0  | ½  | 0  | -  | 1  | ½  | 1  | ½  | ½  | ½  | ½  | 1  | ½  | 1  | ½  | 11½  |
| 14 | Borislav Ivkov         | Jugoszlávia               | 0 | ½ | ½ | 0 | 1 | ½ | ½ | ½ | ½ | ½  | ½  | ½  | 0  | -  | ½  | ½  | 0  | ½  | ½  | ½  | ½  | 1  | ½  | ½  | 10½  |
| 15 | Duncan Suttles         | Kanada                    | 0 | ½ | 0 | ½ | 0 | 1 | ½ | ½ | ½ | 0  | 0  | ½  | ½  | ½  | -  | 0  | ½  | ½  | 1  | ½  | 0  | 1  | ½  | 1  | 10   |
| 16 | Dragoljub Minić        | Jugoszlávia               | 0 | 0 | ½ | 0 | 0 | 0 | ½ | ½ | 0 | ½  | 0  | ½  | 0  | ½  | 1  | -  | 1  | ½  | ½  | ½  | 1  | ½  | 1  | 1  | 10   |
| 17 | Samuel Reshevsky       | Amerikai Egyesült Államok | 0 | ½ | 0 | 0 | ½ | ½ | 0 | ½ | 1 | ½  | ½  | ½  | ½  | 1  | ½  | 0  | -  | ½  | ½  | ½  | 0  | 0  | ½  | 1  | 9½   |
| 18 | Milan Matulović        | Jugoszlávia               | ½ | 0 | ½ | 0 | 0 | 0 | ½ | ½ | ½ | 0  | ½  | 1  | ½  | ½  | ½  | ½  | ½  | -  | ½  | ½  | 0  | 0  | ½  | 1  | 9    |
| 19 | William Addison        | Amerikai Egyesült Államok | 0 | ½ | ½ | 0 | ½ | 0 | ½ | 0 | 0 | 1  | ½  | ½  | ½  | ½  | 0  | ½  | ½  | ½  | -  | ½  | 0  | 0  | 1  | 1  | 9    |
| 20 | Miroslav Filip         | Csehszlovákia             | 0 | 0 | ½ | ½ | 0 | ½ | 0 | 0 | 0 | ½  | ½  | ½  | ½  | ½  | ½  | ½  | ½  | ½  | ½  | -  | ½  | 1  | ½  | 0  | 8½   |
| 21 | Renato Naranja         | Fülöp-szigetek            | ½ | 0 | 0 | 0 | ½ | 0 | ½ | ½ | ½ | 0  | 0  | 0  | 0  | ½  | 1  | 0  | 1  | 1  | 1  | ½  | -  | 0  | 0  | 1  | 8½   |
| 22 | Tudev Ujtumen          | Mongólia                  | ½ | ½ | 0 | 0 | 0 | 0 | 0 | 0 | ½ | ½  | 0  | 0  | ½  | 0  | 0  | ½  | 1  | 1  | 1  | 0  | 1  | -  | 1  | ½  | 8½   |
| 23 | Jorge Rubinetti        | Argentína                 | 0 | 0 | ½ | 0 | 0 | 0 | 0 | 0 | ½ | 0  | ½  | 0  | 0  | ½  | ½  | 0  | ½  | ½  | 0  | ½  | 1  | 0  | -  | 1  | 6    |
| 24 | Eleazar Jiménez        | Kuba                      | ½ | ½ | ½ | 0 | 0 | 0 | 1 | 0 | ½ | 0  | 0  | 0  | ½  | ½  | 0  | 0  | 0  | 0  | 0  | 1  | 0  | ½  | 0  | -  | 5½   |

### A világbajnokjelöltek versenye
A zónaközi versenyről továbbjutott versenyzők, kiegészülve az előző világbajnoki döntő vesztesével, Tigran Petroszjánnal, valamint az előző világbajnokjelölti versenysorozat második helyezettjével, Viktor Korcsnojjal egy kieséses rendszerű, párosmérkőzésekből álló tornán vettek részt, amelynek győztese szerezte meg a világbajnok kihívásának jogát. A versenysorozatot Bobby Fischer nyerte, így a következő évben ő küzdhetett meg Borisz Szpasszkijjal.
|  |                                |                   |                       |                      |    |                 |                                        |           |  |  |       |       |       |
|  | Negyeddöntők                   | Negyeddöntők      | Negyeddöntők          |                      |    | Elődöntők       | Elődöntők                              | Elődöntők |  |  | Döntő | Döntő | Döntő |
|  | Negyeddöntők                   | Negyeddöntők      | Negyeddöntők          |                      |    | Elődöntők       | Elődöntők                              | Elődöntők |  |  | Döntő | Döntő | Döntő |
|  | Vancouver, 1971. május         |                   |                       |                      |    |                 |                                        |           |  |  |       |       |       |
|  |                                |                   |                       |                      |    |                 |                                        |           |  |  |       |       |       |
|  | Bobby Fischer                  | Bobby Fischer     | 6                     |                      |    |                 |                                        |           |  |  |       |       |       |
|  | Bobby Fischer                  | Bobby Fischer     | 6                     | Denver, 1971. július |    |                 |                                        |           |  |  |       |       |       |
|  | Mark Tajmanov                  | Mark Tajmanov     | 0                     |                      |    |                 |                                        |           |  |  |       |       |       |
|  | Mark Tajmanov                  | Mark Tajmanov     | 0                     |                      |    | Bobby Fischer   | Bobby Fischer                          | 6         |  |  |       |       |       |
|  | Las Palmas, 1971. május–június |                   |                       |                      |    | Bobby Fischer   | Bobby Fischer                          | 6         |  |  |       |       |       |
|  |                                |                   | Bent Larsen           | Bent Larsen          | 0  |                 |                                        |           |  |  |       |       |       |
|  | Bent Larsen                    | Bent Larsen       | Bent Larsen           | Bent Larsen          | 0  | 5½              |                                        |           |  |  |       |       |       |
|  | Bent Larsen                    | Bent Larsen       |                       |                      |    | 5½              | Buenos Aires, 1971. szeptember–október |           |  |  |       |       |       |
|  | Wolfgang Uhlmann               | Wolfgang Uhlmann  | 3½                    |                      |    |                 |                                        |           |  |  |       |       |       |
|  | Wolfgang Uhlmann               | Wolfgang Uhlmann  | 3½                    |                      |    | Bobby Fischer   | Bobby Fischer                          | 6½        |  |  |       |       |       |
|  | Moszkva, 1971. május           |                   |                       |                      |    | Bobby Fischer   | Bobby Fischer                          | 6½        |  |  |       |       |       |
|  |                                |                   | Tigran Petroszján     | Tigran Petroszján    | 2½ |                 |                                        |           |  |  |       |       |       |
|  | Viktor Korcsnoj                | Viktor Korcsnoj   | Tigran Petroszján     | Tigran Petroszján    | 2½ | 5½              |                                        |           |  |  |       |       |       |
|  | Viktor Korcsnoj                | Viktor Korcsnoj   | Moszkva, 1971. július |                      |    | 5½              |                                        |           |  |  |       |       |       |
|  | Jefim Geller                   | Jefim Geller      | 2½                    |                      |    |                 |                                        |           |  |  |       |       |       |
|  | Jefim Geller                   | Jefim Geller      | 2½                    |                      |    | Viktor Korcsnoj | Viktor Korcsnoj                        | 4½        |  |  |       |       |       |
|  | Sevilla, 1971. május           |                   |                       |                      |    | Viktor Korcsnoj | Viktor Korcsnoj                        | 4½        |  |  |       |       |       |
|  |                                |                   | Tigran Petroszján     | Tigran Petroszján    | 5½ |                 |                                        |           |  |  |       |       |       |
|  | Tigran Petroszján              | Tigran Petroszján | Tigran Petroszján     | Tigran Petroszján    | 5½ | 4               |                                        |           |  |  |       |       |       |
|  | Tigran Petroszján              | Tigran Petroszján |                       |                      |    |                 |                                        |           |  |  |       |       |       |
|  | Robert Hübner                  | Robert Hübner     | 3                     |                      |    |                 |                                        |           |  |  |       |       |       |
|  | Robert Hübner                  | Robert Hübner     | 3                     |                      |    |                 |                                        |           |  |  |       |       |       |
|  |                                |                   |                       |                      |    |                 |                                        |           |  |  |       |       |       |

## A világbajnokság döntője

### Háttér és körülmények
A hidegháborús körülmények között, különös tekintettel arra, hogy 1948 óta először játszott a sakkvilágbajnokság döntőjében a Szovjetuniót képviselő világbajnok ellen egy a nyugati világot, az Amerikai Egyesült Államokat képviselő játékos, a mérkőzést az évszázad sakkmérkőzéseként harangozta be a sajtó. Soha ekkora figyelem nem kísért még egyetlen sakkeseményt sem.
A Szovjetunió és az USA is politikai jelentőséget is tulajdonított a mérkőzésnek. Ezt jelzi az is, hogy korábban példátlan módon Henry Kissinger személyesen hívta fel, és kérte Fischert a játék folytatására, amikor az vissza akart lépni a mérkőzéstől, mivel nem akarták teljesíteni a követelését, a tévékamerák eltávolítását a versenyteremből.
A mérkőzéssel összefüggő „hadviselés” a két fél, illetve szövetségeik között már a helyszín kiválasztásánál elkezdődött. Számos város jelentkezett jobbnál jobb ajánlatokkal, amelyek közül Fischer Belgrádot, Szpasszkij Reykjavíkot szerette volna. A Nemzetközi Sakkszövetség (FIDE) ezért úgy döntött, hogy a mérkőzés első felét Belgrádban, a második felét Reykjavíkban rendezik. Fischer ekkor újabb követelésekkel állt elő, ami miatt Belgrád visszalépett a rendezéstől, és mivel Reykjavík minden követelést vállalt, így elnyerte a rendezés jogát.
A verseny létrejötte körüli bizonytalanságok az utolsó pillanatig tartottak. Szpasszkij már egy héttel korábban megérkezett, Fischer azonban a július 2-ai ünnepélyes megnyitóra sem ért oda. Ennek oka az volt, hogy újabb követeléseket támasztott, ezúttal a közvetítések jogdíjából és a jegybevételekből is részesedést kívánt. Kérését teljesítették, és a FIDE akkori elnöke, az exvilágbajnok Max Euwe két nap haladékot adott, július 4-ére tűzve ki az első fordulót. Fischer 4-én hajnalban megérkezett Reykjavíkba. Az első játszmát végül csak július 11-én kezdték el.

### Az ellenfelek
Bobby Fischer
Fischer különc játékos volt, aki sosem rejtette véka alá véleményét sem saját hazájával, sem a szovjet sakkozókkal szemben. Az 1962-es világbajnokjelöltek – akkor még négyfordulós körmérkőzéses formában rendezett – versenyével kapcsolatban nehezményezte, hogy az első három helyen végzett szovjet versenyzők egymással mind döntetlenül végeztek, így pihentebben készülhettek az ellene és a többiek ellen zajló mérkőzésekre. Hivatalos tiltakozásának eredményeként a következő világbajnoki ciklustól kezdve a körmérkőzéses formáról áttértek a párosmérkőzések rendszerére.
A változtatás ellenére Fischer tiltakozásként visszalépett a következő világbajnoki versenysorozattól. Az 1966–1969-es ciklusban ugyan elindult, és a zónaközi versenyen 10 forduló után 7 győzelemmel és 3 döntetlennel az élen állt, ekkor azonban a szervezőkkel való nézeteltérése miatt visszalépett.
Az 1969–1972-es világbajnoksági ciklusban el sem kívánt indulni. Nem is vett részt a zónaversenynek számító amerikai bajnokságon. A zónaközi versenyen való indulását a magyar származású Benkő Pálnak köszönheti, aki Fischer javára visszalépett. Fischer egyedülálló fölénnyel, 3,5 pont előnnyel nyerte a zónaközi versenyt, és a párosmérkőzések során is súlyos, 6–0 arányú vereséget mért ellenfeleire, a szovjet Mark Tajmanovra és a dán Larsenre. A világbajnokjelöltek döntőjében is csak az első öt játszmában tudott vele a lépést tartani az exvilágbajnok Tigran Petroszján, az utolsó négy játszmát Fischer nyerte.
Fischer először 1964. február–1965. március között vezette a világranglistát, majd egy időre hátrébb csúszott, 1966. augusztusban csak a 9. helyen állt. 1966. szeptemberben került ismét az élre, és ezt a vezető pozícióját egészen 1974. júliusig folyamatosan tartotta. A Chessmetrics historikus pontszámítása szerint legmagasabb pontszáma 2895 volt, amely a legmagasabb a sakk történetében. A FIDE 1970-ben bevezetett Élő-pontrendszere alapján kezdetektől ő vezette – méghozzá jelentős különbséggel – a világranglistát. 1972. júliusban 2785 pontja volt, míg a második helyezett Szpasszkijnak 2660.
Borisz Szpasszkij
Az 1955-ben junior világbajnokságot is nyert szovjet versenyző először 1956-ban, 19 évesen jutott be a világbajnokjelöltek versenyére, ahol az előkelő 3–7. helyen végzett. 10 évvel később, 1966-ban már a világbajnoki döntőben mérkőzött Tigran Petroszjánnal. Ekkor még nem sikerült győznie, de az 1967–1969-es világbajnoki versenysorozat végén már győztesen, világbajnokként állhatott fel az asztaltól. Ezt követően több nagy verseny élén végzett. Első helyezést ért el 1969-ben San Juanban, 1970-ben Leidenben a négyes versenyen Botvinnik és Larsen előtt, valamint 1971-ben Kanada nyílt bajnokságán Vancouverben. A Fischer elleni párosmérkőzés előtt legnagyobb versenyén, a Moszkvában rendezett Aljechin-emlékversenyen azonban csak a 6–7. helyet sikerült megszereznie.
Szpasszkij 1959-től folyamatosan a világranglista első tíz helyezettje közt volt, 1966. január és augusztus között vezette is azt. Ekkor éppen Fischer vette át tőle az 1. helyet. Ezt követően a Fischer elleni párosmérkőzés kezdetéig mindig a három legerősebb versenyző közé tartozott, legtöbbször a második helyen, időnként csak Korcsnojnak sikerült még megelőznie őt.

### Az egymás elleni eredményeik
A világbajnoki döntő előtt öt alkalommal találkoztak, és az egymás elleni eredményük erősen Szpasszkij javára billent. Három alkalommal győzött, mindannyiszor a világos bábukat vezetve. Először 1960-ban Mar del Platában a királycsel egyik változatában aratott győzelmet, második győzelmét 1966-ban Santa Monicában aratta a 2. Piatigorsky-kupán, harmadszor az 1970-es sakkolimpia döntőjében győzte le Fischert ugyanabban a változatban, amiben 1966-ban. Két alkalommal, amikor Fischer játszott világos színekkel, döntetlent értek el: 1966-ban Santa Monicában a 2. Piatigorsky-kupán a második játszmájukban egy spanyol megnyitású, Marshall-támadásos játszmában, míg másodszor szintén 1966-ban Havannában a spanyol megnyitás zárt változatának Szmiszlov-védelmi rendszerét alkalmazta Szpasszkij.
Fischernek tehát eddig még egyszer sem sikerült legyőznie Szpasszkijt, és ez hatással volt az esélyek latolgatására. Annak ellenére, hogy minden egyéb tényező Fischer győzelme mellett szólt, eddigi nyeretlensége Szpasszkij ellen a fogadóirodákra is hatással volt, és csak 6:5 arányban fizettek Fischer győzelme esetére.

### A párosmérkőzés szabályai és a díjazás
A mérkőzés szabályait a Nemzetközi Sakkszövetség (FIDE) 1949. márciusban Párizsban tartott kongresszusa határozta meg. A győztes az, aki először éri el a 12,5 pontot legfeljebb 24 játszmából. 12–12 esetén a világbajnok megtartja címét. 2,5 óra állt rendelkezésre 40 lépés megtételéhez, majd óránként 16 lépést kellett tenni. Egy héten három játszmára került sor, amelyek vasárnap, kedden és csütörtökön kezdődtek. Ötórányi játék után a játszma függőben maradt, amelyet másnap folytattak. A szombat szabadnap volt. A mérkőzés ideje alatt mindkét játékos három alkalommal kérhetett halasztást orvosi igazolással.
Fischer ragaszkodott a Jaques of London cég által gyártott Staunton sakk-készlethez. A táblát Fischer javaslatai szerint készítették el.
A mérkőzés eredeti díjalapja 125 000 amerikai dollár volt, amelynek 5/8-a a győztest, 3/8-a a vesztest illette. Ezen felül Fischer követelésére a televíziós és filmjogdíjak, valamint a jegybevételek 30%-a is szétosztásra került a játékosok között. A díjalapot a mérkőzés előtt egy londoni üzletember, Jim Slater megduplázta. A 250 000 dolláros díjalapból 156 250 dollár ütötte a győztes, és 93 750 dollár a vesztes markát. A korábban megrendezett 27 sakkvilágbajnoki döntő díjalapja összesen nem volt ekkora.
A mérkőző felek három hivatalos szekundánst nevezhettek meg. Szpasszkij szekundánsa Jefim Geller, Nyikolaj Krogiusz nagymesterek és Iivo Nei mester volt. Fischer szekundánsa William Lombardy nagymester volt, a másik két szekundánsi helyet Paul Marshall ügyvéd, valamint az Amerikai Sakkszövetség (USCF) képviselője, Fred Cramer töltötte be.
A verseny főbírója a nyugatnémet Lothar Schmid nagymester volt.

### A játszmánkénti eredmények
| Versenyző         | Ország                    | 1 | 2 | 3 | 4 | 5 | 6 | 7 | 8 | 9 | 10 | 11 | 12 | 13 | 14 | 15 | 16 | 17 | 18 | 19 | 20 | 21 | Pont |
| ----------------- | ------------------------- | - | - | - | - | - | - | - | - | - | -- | -- | -- | -- | -- | -- | -- | -- | -- | -- | -- | -- | ---- |
| Borisz Szpasszkij | Szovjetunió               | 1 | 1 | 0 | ½ | 0 | 0 | ½ | 0 | ½ | 0  | 1  | ½  | 0  | ½  | ½  | ½  | ½  | ½  | ½  | ½  | 0  | 8½   |
| Bobby Fischer     | Amerikai Egyesült Államok | 0 | - | 1 | ½ | 1 | 1 | ½ | 1 | ½ | 1  | 0  | ½  | 1  | ½  | ½  | ½  | ½  | ½  | ½  | ½  | 1  | 12½  |

### A világbajnoki döntő játszmái
A megnyitások terén Fischer alaposan meglepte Szpasszkijt, mert míg korábban csökönyösen ragaszkodott igen szűk megnyitási repertoárjához, ezúttal igen sokoldalúnak mutatkozott. Olyan megnyitásokat is választott, amelyeket korábban még sosem, például az Aljechin-védelmet a 13. és a Pirc-védelmet a 17. játszmában; vagy csak nagyon ritkán, például az angol megnyitást a 6. és a 8. játszmában. Emellett több játszmában is olyan újítást vezetett be, amelynek ellenszerét Szpasszkijnak a tábla mellett kellett megtalálnia.
1. játszma Szpasszkij–Fischer 1–0 56 lépés
|    | |    |    |    |    |    |    |
|    | \| \| \| \| \| \| \| \| \| \| \| \| \| \| \| \| \| \| \| \| \| \| \| \| \| \| \| \| \| \| \| \| \| \| \| \| \| \| \| \| \| \| \| \| \| \| \| \| \| \| \| \| \| \| \| \| \| \| \| \| \| \| \| \| \| \| \| \| \| \| \| \| |    |    |    |    |    |    |
|    | |    |    |    |    |    |    |
| a8 | b8 | c8 | d8 | e8 | f8 | g8 | h8 |
| a7 | b7 | c7 | d7 | e7 | f7 | g7 | h7 |
| a6 | b6 | c6 | d6 | e6 | f6 | g6 | h6 |
| a5 | b5 | c5 | d5 | e5 | f5 | g5 | h5 |
| a4 | b4 | c4 | d4 | e4 | f4 | g4 | h4 |
| a3 | b3 | c3 | d3 | e3 | f3 | g3 | h3 |
| a2 | b2 | c2 | d2 | e2 | f2 | g2 | h2 |
| a1 | b1 | c1 | d1 | e1 | f1 | g1 | h1 |

| a8 | b8 | c8 | d8 | e8 | f8 | g8 | h8 |
| a7 | b7 | c7 | d7 | e7 | f7 | g7 | h7 |
| a6 | b6 | c6 | d6 | e6 | f6 | g6 | h6 |
| a5 | b5 | c5 | d5 | e5 | f5 | g5 | h5 |
| a4 | b4 | c4 | d4 | e4 | f4 | g4 | h4 |
| a3 | b3 | c3 | d3 | e3 | f3 | g3 | h3 |
| a2 | b2 | c2 | d2 | e2 | f2 | g2 | h2 |
| a1 | b1 | c1 | d1 | e1 | f1 | g1 | h1 |

Az 1. játszmában a 29. lépésre teljesen döntetlen állás alakult ki. Senki nem lepődött volna meg, ha ekkor döntetlenre adják (lásd diagram). Ekkor Fischer a 29. – Fxh2? lépést húzta, amellyel tisztet veszített, és csak két gyalogot kapott ellenértékként. A jelenlevő elemzők szerint nagyon gyorsan lépte meg ezt a lépést, és valószínűleg a 30. g3 h5 31.Ke2 h4 32.Kf3 h3 33.Kg4 Fg1 34.Kxh3 Fxf2 változatot számolta, de kihagyta a számításból a 35. Fd2! lépést, amely után a futója mégis csapdába kerül. A tisztvesztés ellenére még jó esélye lehetett volna a döntetlenre, ha a 36. a4? lépésre 37. – a6-ot, majd 39. – e5-öt lép. Euwe exvilágbajnok szerint a 37. – Ke4? és a 39. – f5? lépések bizonyultak véglegesen vesztőnek.
Nimzoindiai védelem, Gligorić-rendszer, Bernstein-védelem ECO E56
1. d4 Hf6 2. c4 e6 3. Hf3 d5 4. Hc3 Fb4 5. e3 O-O 6. Fd3 c5 7. O-O Hc6 8. a3 Fa5 9. He2 dxc4 10. Fxc4 Fb6 11. dxc5 Vxd1 12. Bxd1 Fxc5 13. b4 Fe7 14. Fb2 Fd7 15. Bac1 Bfd8 16. Hed4 Hxd4 17. Hxd4 Fa4 18. Fb3 Fxb3 19. Hxb3 Bxd1+ 20. Bxd1 Bc8 21. Kf1 Kf8 22. Ke2 He4 23. Bc1 Bxc1 24. Fxc1 f6 25. Ha5 Hd6 26. Kd3 Fd8 27. Hc4 Fc7 28. Hxd6 Fxd6 29. b5 (diagram) Fxh2 30. g3 h5 31. Ke2 h4 32. Kf3 Ke7 33. Kg2 hxg3 34. fxg3 Fxg3 35. Kxg3 Kd6 36. a4 Kd5 37. Fa3 Ke4 38. Fc5 a6 39. b6 f5 40. Kh4 f4 41. exf4 Kxf4 42. Kh5 Kf5 43. Fe3 Ke4 44. Ff2 Kf5 45. Fh4 e5 46. Fg5 e4 47. Fe3 Kf6 48. Kg4 Ke5 49. Kg5 Kd5 50. Kf5 a5 51. Ff2 g5 52. Kxg5 Kc4 53. Kf5 Kb4 54. Kxe4 Kxa4 55. Kd5 Kb5 56. Kd6 1-0
2. játszmaFischer játék nélkül vesztesnek nyilvánítva.
Az elvesztett első játszma után Fischer a tévékamerák eltávolítását követelte. Mivel kérését nem teljesítették, a második játszmára nem jelent meg, így vesztesnek lett nyilvánítva. Karpov szerint az egész cirkusz Fischer mesteri húzása volt, ezzel akarván kizökkenteni nyugalmából Szpasszkijt, és hogy a 2–0-s vezetése birtokában annak koncentrációja csökkenjen.
Több megfigyelő úgy vélte, hogy Fischer az egész mérkőzést feladja, és elhagyja Izlandot. Elhatározása megmásításában szekundánsa, Lombardy nagymester mellett nagy szerepe volt Henry Kissinger telefonhívásának, valamint az erről szóló táviratok tömegének.
Szpasszkij sportszerűségből és Fischerrel való szimpátiája jeléül beleegyezett abba, hogy a 3. játszmát egy tévékameráktól mentes kis helyiségben játsszák le. Ez a döntés Benkő Pál és Burt Hochberg szerint pszichológiai hiba volt a részéről.
3. játszma Szpasszkij–Fischer 0–1 41 lépés
|    | |    |    |    |    |    |    |
|    | \| \| \| \| \| \| \| \| \| \| \| \| \| \| \| \| \| \| \| \| \| \| \| \| \| \| \| \| \| \| \| \| \| \| \| \| \| \| \| \| \| \| \| \| \| \| \| \| \| \| \| \| \| \| \| \| \| \| \| \| \| \| \| \| \| \| \| \| \| \| \| \| |    |    |    |    |    |    |
|    | |    |    |    |    |    |    |
| a8 | b8 | c8 | d8 | e8 | f8 | g8 | h8 |
| a7 | b7 | c7 | d7 | e7 | f7 | g7 | h7 |
| a6 | b6 | c6 | d6 | e6 | f6 | g6 | h6 |
| a5 | b5 | c5 | d5 | e5 | f5 | g5 | h5 |
| a4 | b4 | c4 | d4 | e4 | f4 | g4 | h4 |
| a3 | b3 | c3 | d3 | e3 | f3 | g3 | h3 |
| a2 | b2 | c2 | d2 | e2 | f2 | g2 | h2 |
| a1 | b1 | c1 | d1 | e1 | f1 | g1 | h1 |

| a8 | b8 | c8 | d8 | e8 | f8 | g8 | h8 |
| a7 | b7 | c7 | d7 | e7 | f7 | g7 | h7 |
| a6 | b6 | c6 | d6 | e6 | f6 | g6 | h6 |
| a5 | b5 | c5 | d5 | e5 | f5 | g5 | h5 |
| a4 | b4 | c4 | d4 | e4 | f4 | g4 | h4 |
| a3 | b3 | c3 | d3 | e3 | f3 | g3 | h3 |
| a2 | b2 | c2 | d2 | e2 | f2 | g2 | h2 |
| a1 | b1 | c1 | d1 | e1 | f1 | g1 | h1 |

Ez a játszma fordulópontot jelentett a mérkőzés menetében. Az ábrán látható állásban 11. Vc2 után Fischer a látszólag pozícióellenes 11. – Hh5!?-öt lépte, amellyel bizonyította intuitív állásértékelő képességét. Világos most elrontja sötét királyszárnyi gyalogállását, de Fischer a királyszárnyi támadás előkészítő lépésének szánta, és terve bevált.
Fischer újítására Szpasszkij nem találta meg a megfelelő választ. 15. Fd2 helyett 15. He2!? vagy a Hg4 lépést megelőző 15. f3 lett volna a helyes lépés. Szpasszkij 18. lépése már kifejezetten hiba volt, mert végzetesen meggyengítette a királyállását. A játszma a 41. lépésnél függőben maradt, azonban Szpasszkij meglátva, hogy Fischer a legjobb 41. – Fd3+! lépést borítékolta, azonnal feladta a játékot.
Ez volt Fischer életének első győzelme Szpasszkij ellen.
Modern benoni védelem, huszárvándorlásos változat ECO A61
1. d4 Hf6 2. c4 e6 3. Hf3 c5 4. d5 exd5 5. cxd5 d6 6. Hc3 g6 7. Hd2 Hbd7 8. e4 Fg7 9. Fe2 O-O 10. O-O Be8 11. Vc2 (diagram) Hh5 12. Fxh5 gxh5 13. Hc4 He5 14. He3 Vh4 15. Fd2 Hg4 16. Hxg4 hxg4 17. Ff4 Vf6 18. g3 Fd7 19. a4 b6 20. Bfe1 a6 21. Be2 b5 22. Bae1 Vg6 23. b3 Be7 24. Vd3 Bb8 25. axb5 axb5 26. b4 c4 27. Vd2 Bbe8 28. Be3 h5 29. B3e2 Kh7 30. Be3 Kg8 31. B3e2 Fxc3 32. Vxc3 Bxe4 33. Bxe4 Bxe4 34. Bxe4 Vxe4 35. Fh6 Vg6 36. Fc1 Vb1 37. Kf1 Ff5 38. Ke2 Ve4+ 39. Ve3 Vc2+ 40. Vd2 Vb3 41. Vd4 Fd3+ 0-1
4. játszma Fischer–Szpasszkij ½–½ 45 lépés
Küzdelmes döntetlent hozott a 4. játszma. Szpasszkij a szicíliai védelmet játszotta, amelyben gyalogot áldozott, és a 17. – Fxc5+ lépés után előnyös álláshoz jutott. Az erős királyszárnyi támadást azonban nem tudta győzelemig fokozni, és a játszma döntetlenül ért véget.
Szicíliai védelem, Fischer–Szozin-támadás ECO B88
1. e4 c5 2. Hf3 d6 3. d4 cxd4 4. Hxd4 Hf6 5. Hc3 Hc6 6. Fc4 e6 7. Fb3 Fe7 8. Fe3 O-O 9. O-O a6 10. f4 Hxd4 11. Fxd4 b5 12. a3 Fb7 13. Vd3 a5 14. e5 dxe5 15. fxe5 Hd7 16. Hxb5 Hc5 17. Fxc5 Fxc5+ 18. Kh1 Vg5 19. Ve2 Bad8 20. Bad1 Bxd1 21. Bxd1 h5 22. Hd6 Fa8 23. Fc4 h4 24. h3 Fe3 25. Vg4 Vxe5 26. Vxh4 g5 27. Vg4 Fc5 28. Hb5 Kg7 29. Hd4 Bh8 30. Hf3 Fxf3 31. Vxf3 Fd6 32. Vc3 Vxc3 33. bxc3 Fe5 34. Bd7 Kf6 35. Kg1 Fxc3 36. Fe2 Fe5 37. Kf1 Bc8 38. Fh5 Bc7 39. Bxc7 Fxc7 40. a4 Ke7 41. Ke2 f5 42. Kd3 Fe5 43. c4 Kd6 44. Ff7 Fg3 45. c5+ ½–½
5. játszma Szpasszkij–Fischer 0–1 27 lépés
|    | |    |    |    |    |    |    |
|    | \| \| \| \| \| \| \| \| \| \| \| \| \| \| \| \| \| \| \| \| \| \| \| \| \| \| \| \| \| \| \| \| \| \| \| \| \| \| \| \| \| \| \| \| \| \| \| \| \| \| \| \| \| \| \| \| \| \| \| \| \| \| \| \| \| \| \| \| \| \| \| \| |    |    |    |    |    |    |
|    | |    |    |    |    |    |    |
| a8 | b8 | c8 | d8 | e8 | f8 | g8 | h8 |
| a7 | b7 | c7 | d7 | e7 | f7 | g7 | h7 |
| a6 | b6 | c6 | d6 | e6 | f6 | g6 | h6 |
| a5 | b5 | c5 | d5 | e5 | f5 | g5 | h5 |
| a4 | b4 | c4 | d4 | e4 | f4 | g4 | h4 |
| a3 | b3 | c3 | d3 | e3 | f3 | g3 | h3 |
| a2 | b2 | c2 | d2 | e2 | f2 | g2 | h2 |
| a1 | b1 | c1 | d1 | e1 | f1 | g1 | h1 |

| a8 | b8 | c8 | d8 | e8 | f8 | g8 | h8 |
| a7 | b7 | c7 | d7 | e7 | f7 | g7 | h7 |
| a6 | b6 | c6 | d6 | e6 | f6 | g6 | h6 |
| a5 | b5 | c5 | d5 | e5 | f5 | g5 | h5 |
| a4 | b4 | c4 | d4 | e4 | f4 | g4 | h4 |
| a3 | b3 | c3 | d3 | e3 | f3 | g3 | h3 |
| a2 | b2 | c2 | d2 | e2 | f2 | g2 | h2 |
| a1 | b1 | c1 | d1 | e1 | f1 | g1 | h1 |

A nimzoindiai védelem Hübner-változatában a 15. lépés után egyenlő állás alakult ki. Fischer zárt állásra törekedett, amelyben Szpasszkij futópárja nem érvényesülhetett. A 27. Vc2?? lépés azonnali vesztést eredményezett, mert 27. – Fxa4 után 28. Vxa4-re Vxe4 – Vg2# és Ve1# kettős mattfenyegetéssel. 28. Vd2 (vagy Vb1) esetén Fxd1 29. Vxd1 Vxe4 30. Vd2 a4 nyer.
Nimzoindiai védelem, Hübner-változat ECO E41
1. d4 Hf6 2. c4 e6 3. Hc3 Fb4 4. Hf3 c5 5. e3 Hc6 6. Fd3 Fxc3+ 7. bxc3 d6 8. e4 e5 9. d5 He7 10. Hh4 h6 11. f4 Hg6 12. Hxg6 fxg6 13. fxe5 dxe5 14. Fe3 b6 15. O-O O-O 16. a4 a5 17. Bb1 Fd7 18. Bb2 Bb8 19. Bbf2 Ve7 20. Fc2 g5 21. Fd2 Ve8 22. Fe1 Vg6 23. Vd3 Hh5 24. Bxf8+ Bxf8 25. Bxf8+ Kxf8 26. Fd1 Hf4 27. Vc2 (diagram) Fxa4 0-1

6. játszma Fischer–Szpasszkij 1–0 41 lépés
|    | |    |    |    |    |    |    |
|    | \| \| \| \| \| \| \| \| \| \| \| \| \| \| \| \| \| \| \| \| \| \| \| \| \| \| \| \| \| \| \| \| \| \| \| \| \| \| \| \| \| \| \| \| \| \| \| \| \| \| \| \| \| \| \| \| \| \| \| \| \| \| \| \| \| \| \| \| \| \| \| \| |    |    |    |    |    |    |
|    | |    |    |    |    |    |    |
| a8 | b8 | c8 | d8 | e8 | f8 | g8 | h8 |
| a7 | b7 | c7 | d7 | e7 | f7 | g7 | h7 |
| a6 | b6 | c6 | d6 | e6 | f6 | g6 | h6 |
| a5 | b5 | c5 | d5 | e5 | f5 | g5 | h5 |
| a4 | b4 | c4 | d4 | e4 | f4 | g4 | h4 |
| a3 | b3 | c3 | d3 | e3 | f3 | g3 | h3 |
| a2 | b2 | c2 | d2 | e2 | f2 | g2 | h2 |
| a1 | b1 | c1 | d1 | e1 | f1 | g1 | h1 |

| a8 | b8 | c8 | d8 | e8 | f8 | g8 | h8 |
| a7 | b7 | c7 | d7 | e7 | f7 | g7 | h7 |
| a6 | b6 | c6 | d6 | e6 | f6 | g6 | h6 |
| a5 | b5 | c5 | d5 | e5 | f5 | g5 | h5 |
| a4 | b4 | c4 | d4 | e4 | f4 | g4 | h4 |
| a3 | b3 | c3 | d3 | e3 | f3 | g3 | h3 |
| a2 | b2 | c2 | d2 | e2 | f2 | g2 | h2 |
| a1 | b1 | c1 | d1 | e1 | f1 | g1 | h1 |

Fischer életében harmadszor nyitott versenyjátszmában e4-től eltérő lépéssel. A játszma a vezércselbe torkollott, amelyben Szpasszkij az általa jól ismert és többször is megjátszott Tartakower-védelmet választotta. 14. Fb5!? után 14. – a6-tal?! folytatta a jobb 14. – Vb7! helyett (amely egy Timman–Geller-játszmában történt – Hilversum, 1973). Világos támadása a 21. lépéssel indul, és a 26. f5! lépéssel bontakozik ki. A játszma végén még egy csattanó: minőségáldozat 38. Bxf6!-tal, ami után sötét királyállása teljesen szétesik, és gyors kapituláció következik be. Szpasszkij a játszma végén maga is megtapsolta ellenfelét, ami rendkívüli sportszerűségét mutatja. Ezzel Fischer a mérkőzésen átvette a vezetést.
Elhárított vezércsel, Tartakower-változat ECO D59
1. c4 e6 2. Hf3 d5 3. d4 Hf6 4. Hc3 Fe7 5. Fg5 O-O 6. e3 h6 7. Fh4 b6 8. cxd5 Hxd5 9. Fxe7 Vxe7 10. Hxd5 exd5 11. Bc1 Fe6 12. Va4 c5 13. Va3 Bc8 14. Fb5 a6 15. dxc5 bxc5 16. O-O Ba7 17. Fe2 Hd7 18. Hd4 Vf8 19. Hxe6 fxe6 20. e4 d4 21. f4 Ve7 22. e5 Bb8 23. Fc4 Kh8 24. Vh3 Hf8 25. b3 a5 26. f5 exf5 27. Bxf5 Hh7 28. Bcf1 Vd8 29. Vg3 Be7 30. h4 Bbb7 31. e6 Bbc7 32. Ve5 Ve8 33. a4 Vd8 34. B1f2 Ve8 35. B2f3 Vd8 36. Fd3 Ve8 37. Ve4 Hf6 (diagram) 38. Bxf6 gxf6 39. Bxf6 Kg8 40. Fc4 Kh8 41. Vf4 1-0
7. játszma Szpasszkij–Fischer ½–½ 49 lépés
Szpasszkij először nyitott 1. e4-gyel ezen a mérkőzésen. Fischer a kedvenc Najdorf mérgezett gyalog változatában agresszíven védekezett, és 17. – Hc6 után nyerő állást ért el. Később azonban óvatlanul játszott, és Szpasszkijnak sikerült kiharcolnia az örökös sakkos döntetlent.
Szicíliai védelem, Najdorf mérgezett gyalog változat ECO B97
1. e4 c5 2. Hf3 d6 3. d4 cxd4 4. Hxd4 Hf6 5. Hc3 a6 6. Fg5 e6 7. f4 Vb6 8. Vd2 Vxb2 9. Hb3 Va3 10. Fd3 Fe7 11. O-O h6 12. Fh4 Hxe4 13. Hxe4 Fxh4 14. f5 exf5 15. Fb5+ axb5 16. Hxd6+ Kf8 17. Hxc8 Hc6 18. Hd6 Bd8 19. Hxb5 Ve7 20. Vf4 g6 21. a4 Fg5 22. Vc4 Fe3+ 23. Kh1 f4 24. g3 g5 25. Bae1 Vb4 26. Vxb4+ Hxb4 27. Be2 Kg7 28. Ha5 b6 29. Hc4 Hd5 30. Hcd6 Fc5 31. Hb7 Bc8 32. c4 He3 33. Bf3 Hxc4 34. gxf4 g4 35. Bd3 h5 36. h3 Ha5 37. H7d6 Fxd6 38. Hxd6 Bc1+ 39. Kg2 Hc4 40. He8+ Kg6 41. h4 f6 42. Be6 Bc2+ 43. Kg1 Kf5 44. Hg7+ Kxf4 45. Bd4+ Kg3 46. Hf5+ Kf3 47. Bee4 Bc1+ 48. Kh2 Bc2+ 49. Kg1 1/2-1/2
8. játszma Fischer–Szpasszkij 1–0 37 lépés
Fischer ismét 1. c4-gyel nyitott. A 14. – a6 lépés után az állás egyenlő volt. Szpasszkij 15. – b5? lépéssel minőséget vesztett, és nehéz eldönteni, hogy ez az álláselőny érdekében hozott áldozat vagy elnézés volt, mert a 19. – Hd7?? lépés után a Fischer által kikényszerített cseréket követően a játszma már vesztésre volt ítélve.
Angol megnyitás, Mecking-változat ECO A39
1. c4 c5 2. Hc3 Hc6 3. Hf3 Hf6 4. g3 g6 5. Fg2 Fg7 6. O-O O-O 7. d4 cxd4 8. Hxd4 Hxd4 9. Vxd4 d6 10. Fg5 Fe6 11. Vf4 Va5 12. Bac1 Bab8 13. b3 Bfc8 14. Vd2 a6 15. Fe3 b5 16. Fa7 bxc4 17. Fxb8 Bxb8 18. bxc4 Fxc4 19. Bfd1 Hd7 20. Hd5 Vxd2 21. Hxe7+ Kf8 22. Bxd2 Kxe7 23. Bxc4 Bb1+ 24. Ff1 Hc5 25. Kg2 a5 26. e4 Fa1 27. f4 f6 28. Be2 Ke6 29. Bec2 Fb2 30. Fe2 h5 31. Bd2 Fa3 32. f5+ gxf5 33. exf5+ Ke5 34. Bcd4 Kxf5 35. Bd5+ Ke6 36. Bxd6+ Ke7 37. Bc6 1-0
9. játszma Szpasszkij–Fischer ½–½ 29 lépés
Fischer a 9. – b5 lépése elméleti újítás volt. A 13. lépés után egyenlő állás alakult ki, és a játszma nyugodt játék után pontosztozkodással ért véget a 29. lépésben.
Elhárított vezércsel, fél-Tarrasch-védelem ECO D41
1. d4 Hf6 2. c4 e6 3. Hf3 d5 4. Hc3 c5 5. cxd5 Hxd5 6. e4 Hxc3 7. bxc3 cxd4 8. cxd4 Hc6 9. Fc4 b5 10. Fd3 Fb4+ 11. Fd2 Fxd2+ 12. Vxd2 a6 13. a4 O-O 14. Vc3 Fb7 15. axb5 axb5 16. O-O Vb6 17. Bab1 b4 18. Vd2 Hxd4 19. Hxd4 Vxd4 20. Bxb4 Vd7 21. Ve3 Bfd8 22. Bfb1 Vxd3 23. Vxd3 Bxd3 24. Bxb7 g5 25. Bb8+ Bxb8 26. Bxb8+ Kg7 27. f3 Bd2 28. h4 h6 29. hxg5 1/2-1/2
10. játszma Fischer–Szpasszkij 1–0 56 lépés
Fischer a spanyol megnyitást játszotta, amelynek nagy szakértője volt. Szpasszkij 25. – Vxa5 lépése után a finom 26.Fb3! lépést követően világos veszélyes támadást indított a világos király ellen, és sötét kritikus helyzetbe került. Szpasszkij az éles végjátékban a két összekötött szabadgyalogjával jó döntetlen esélyekkel rendelkezett, de pontatlanul játszott, és Fischer pontos játékkal érvényesítette előnyét.
Spanyol megnyitás, Morphy-védelem Breyer-változata ECO C95
1. e4 e5 2. Hf3 Hc6 3. Fb5 a6 4. Fa4 Hf6 5. O-O Fe7 6. Be1 b5 7. Fb3 d6 8. c3 O-O 9. h3 Hb8 10. d4 Hbd7 11. Hbd2 Fb7 12. Fc2 Be8 13. b4 Ff8 14. a4 Hb6 15. a5 Hbd7 16. Fb2 Vb8 17. Bb1 c5 18. bxc5 dxc5 19. dxe5 Hxe5 20. Hxe5 Vxe5 21. c4 Vf4 22. Fxf6 Vxf6 23. cxb5 Bed8 24. Vc1 Vc3 25. Hf3 Vxa5 26. Fb3 axb5 27. Vf4 Bd7 28. He5 Vc7 29. Bbd1 Be7 30. Fxf7+ Bxf7 31. Vxf7+ Vxf7 32. Hxf7 Fxe4 33. Bxe4 Kxf7 34. Bd7+ Kf6 35. Bb7 Ba1+ 36. Kh2 Fd6+ 37. g3 b4 38. Kg2 h5 39. Bb6 Bd1 40. Kf3 Kf7 41. Ke2 Bd5 42. f4 g6 43. g4 hxg4 44. hxg4 g5 45. f5 Fe5 46. Bb5 Kf6 47. Bexb4 Fd4 48. Bb6+ Ke5 49. Kf3 Bd8 50. Bb8 Bd7 51. B4b7 Bd6 52. Bb6 Bd7 53. Bg6 Kd5 54. Bxg5 Fe5 55. f6 Kd4 56. Bb1 1-0
11. játszma Szpasszkij–Fischer 1–0 31 lépés
Fischer a 7. játszmában alkalmazott mérgezett gyalog változatot játszotta meg, amelyben Szpasszkij a 14. Hb1 lépéssel alaposan meglepte. A későbbi elemzése szerint a lépés csak az egyenlő állás elérésére elegendő, de Fischer a tábla mellett nem találta meg a legjobb folytatást. A gyengébb védekezés következtében a vezér csapdába esett.
Szicíliai védelem, Najdorf mérgezett gyalog változat ECO B97
1. e4 c5 2. Hf3 d6 3. d4 cxd4 4. Hxd4 Hf6 5. Hc3 a6 6. Fg5 e6 7. f4 Vb6 8. Vd2 Vxb2 9. Hb3 Va3 10. Fxf6 gxf6 11. Fe2 h5 12. O-O Hc6 13. Kh1 Fd7 14. Hb1 Vb4 15. Ve3 d5 16. exd5 He7 17. c4 Hf5 18. Vd3 h4 19. Fg4 Hd6 20. H1d2 f5 21. a3 Vb6 22. c5 Vb5 23. Vc3 fxg4 24. a4 h3 25. axb5 hxg2+ 26. Kxg2 Bh3 27. Vf6 Hf5 28. c6 Fc8 29. dxe6 fxe6 30. Bfe1 Fe7 31. Bxe6 1-0
12. játszma Fischer–Szpasszkij ½–½ 55 lépés
A nyugodt elhárított vezércsel megnyitású játszmában 19. Fe4! után Fischer előnyösebben állt, de 24. – a5 után az állás már egyenlő volt. Az ellenkező színű futós végjátékot az 55. lépésben adták döntetlenre.
Elhárított vezércsel, neoortodox változat ECO D55
1. c4 e6 2. Hf3 d5 3. d4 Hf6 4. Hc3 Fe7 5. Fg5 h6 6. Fh4 O-O 7. e3 Hbd7 8. Bc1 c6 9. Fd3 dxc4 10. Fxc4 b5 11. Fd3 a6 12. a4 bxa4 13. Hxa4 Va5+ 14. Hd2 Fb4 15. Hc3 c5 16. Hb3 Vd8 17. O-O cxd4 18. Hxd4 Fb7 19. Fe4 Vb8 20. Fg3 Va7 21. Hc6 Fxc6 22. Fxc6 Bac8 23. Ha4 Bfd8 24. Ff3 a5 25. Bc6 Bxc6 26. Fxc6 Bc8 27. Ff3 Va6 28. h3 Vb5 29. Fe2 Vc6 30. Ff3 Vb5 31. b3 Fe7 32. Fe2 Vb4 33. Fa6 Bc6 34. Fd3 Hc5 35. Vf3 Bc8 36. Hxc5 Fxc5 37. Bc1 Bd8 38. Fc4 Vd2 39. Bf1 Fb4 40. Fc7 Bd7 41. Vc6 Vc2 42. Fe5 Bd2 43. Va8+ Kh7 44. Fxf6 gxf6 45. Vf3 f5 46. g4 Ve4 47. Kg2 Kg6 48. Bc1 Fa3 49. Ba1 Fb4 50. Bc1 Fe7 51. gxf5+ exf5 52. Be1 Bxf2+ 53. Kxf2 Fh4+ 54. Ke2 Vxf3+ 55. Kxf3 Fxe1 1/2-1/2
13. játszma Szpasszkij–Fischer 0–1 74 lépés
|    | |    |    |    |    |    |    |
|    | \| \| \| \| \| \| \| \| \| \| \| \| \| \| \| \| \| \| \| \| \| \| \| \| \| \| \| \| \| \| \| \| \| \| \| \| \| \| \| \| \| \| \| \| \| \| \| \| \| \| \| \| \| \| \| \| \| \| \| \| \| \| \| \| \| \| \| \| \| \| \| \| |    |    |    |    |    |    |
|    | |    |    |    |    |    |    |
| a8 | b8 | c8 | d8 | e8 | f8 | g8 | h8 |
| a7 | b7 | c7 | d7 | e7 | f7 | g7 | h7 |
| a6 | b6 | c6 | d6 | e6 | f6 | g6 | h6 |
| a5 | b5 | c5 | d5 | e5 | f5 | g5 | h5 |
| a4 | b4 | c4 | d4 | e4 | f4 | g4 | h4 |
| a3 | b3 | c3 | d3 | e3 | f3 | g3 | h3 |
| a2 | b2 | c2 | d2 | e2 | f2 | g2 | h2 |
| a1 | b1 | c1 | d1 | e1 | f1 | g1 | h1 |

| a8 | b8 | c8 | d8 | e8 | f8 | g8 | h8 |
| a7 | b7 | c7 | d7 | e7 | f7 | g7 | h7 |
| a6 | b6 | c6 | d6 | e6 | f6 | g6 | h6 |
| a5 | b5 | c5 | d5 | e5 | f5 | g5 | h5 |
| a4 | b4 | c4 | d4 | e4 | f4 | g4 | h4 |
| a3 | b3 | c3 | d3 | e3 | f3 | g3 | h3 |
| a2 | b2 | c2 | d2 | e2 | f2 | g2 | h2 |
| a1 | b1 | c1 | d1 | e1 | f1 | g1 | h1 |

|    | |    |    |    |    |    |    |
|    | \| \| \| \| \| \| \| \| \| \| \| \| \| \| \| \| \| \| \| \| \| \| \| \| \| \| \| \| \| \| \| \| \| \| \| \| \| \| \| \| \| \| \| \| \| \| \| \| \| \| \| \| \| \| \| \| \| \| \| \| \| \| \| \| \| \| \| \| \| \| \| \| |    |    |    |    |    |    |
|    | |    |    |    |    |    |    |
| a8 | b8 | c8 | d8 | e8 | f8 | g8 | h8 |
| a7 | b7 | c7 | d7 | e7 | f7 | g7 | h7 |
| a6 | b6 | c6 | d6 | e6 | f6 | g6 | h6 |
| a5 | b5 | c5 | d5 | e5 | f5 | g5 | h5 |
| a4 | b4 | c4 | d4 | e4 | f4 | g4 | h4 |
| a3 | b3 | c3 | d3 | e3 | f3 | g3 | h3 |
| a2 | b2 | c2 | d2 | e2 | f2 | g2 | h2 |
| a1 | b1 | c1 | d1 | e1 | f1 | g1 | h1 |

| a8 | b8 | c8 | d8 | e8 | f8 | g8 | h8 |
| a7 | b7 | c7 | d7 | e7 | f7 | g7 | h7 |
| a6 | b6 | c6 | d6 | e6 | f6 | g6 | h6 |
| a5 | b5 | c5 | d5 | e5 | f5 | g5 | h5 |
| a4 | b4 | c4 | d4 | e4 | f4 | g4 | h4 |
| a3 | b3 | c3 | d3 | e3 | f3 | g3 | h3 |
| a2 | b2 | c2 | d2 | e2 | f2 | g2 | h2 |
| a1 | b1 | c1 | d1 | e1 | f1 | g1 | h1 |

Fischer a tőle megszokott szicíliai védelem helyett az Aljechin-védelmet választotta. A 11. – Hc5 lépést követően fölényesen állt. A játék 42. lépésben maradt függőben. Fischer reggel 8-ig elemezte az állást, ami számára előnyösebb volt, de nem talált nyerő folytatást. A szovjet szekundánsok szerint is döntetlen volt az állás. A játszma végén Szpasszkijt teljesen sokkolta a végeredmény, percekig csak ült és csak nézte a táblát. Kimutatható hibát nem vétett, Fischer mégis győzelemre tudta vinni a játszmát. Botvinnik exvilágbajnokra rendkívüli hatást gyakorolt a játszma. Fischer legnagyobb kreatív teljesítményének nevezte. A játszma 61. lépése után előállt állásra, ahol a sötét bástya lényegében ki lett zárva a játékból (lásd diagram), hivatkozva mondta: „Öt gyalog legyőzött egy bástyát. Ehhez hasonló sem fordult még elő a sakk történetében.”
Amikor kezet fogtak, a nézők közül többen azt hitték, hogy döntetlenben egyeztek meg (lásd a végállást a diagramon), arra gondolva, hogy 75. Bf4 után az állás döntetlen. Azonban 75. – Bxd4! 76. Bxd4 Ke2 nyer. 75. Fe5-re Bd1 76. Kxb3 Be1 ugyancsak sötét nyerésével.
Aljechin-védelem, Alburt-változat ECO B04
1. e4 Hf6 2. e5 Hd5 3. d4 d6 4. Hf3 g6 5. Fc4 Hb6 6. Fb3 Fg7 7. Hbd2 O-O 8. h3 a5 9. a4 dxe5 10. dxe5 Ha6 11. O-O Hc5 12. Ve2 Ve8 13. He4 Hbxa4 14. Fxa4 Hxa4 15. Be1 Hb6 16. Fd2 a4 17. Fg5 h6 18. Fh4 Ff5 19. g4 Fe6 20. Hd4 Fc4 21. Vd2 Vd7 22. Bad1 Bfe8 23. f4 Fd5 24. Hc5 Vc8 25. Vc3 e6 26. Kh2 Hd7 27. Hd3 c5 28. Hb5 Vc6 29. Hd6 Vxd6 30. exd6 Fxc3 31. bxc3 f6 32. g5 hxg5 33. fxg5 f5 34. Fg3 Kf7 35. He5+ Hxe5 36. Fxe5 b5 37. Bf1 Bh8 38. Ff6 a3 39. Bf4 a2 40. c4 Fxc4 41. d7 Fd5 42. Kg3 Ba3+ 43. c3 Bha8 44. Bh4 e5 45. Bh7+ Ke6 46. Be7+ Kd6 47. Bxe5 Bxc3+ 48. Kf2 Bc2+ 49. Ke1 Kxd7 50. Bexd5+ Kc6 51. Bd6+ Kb7 52. Bd7+ Ka6 53. B7d2 Bxd2 54. Kxd2 b4 55. h4 Kb5 56. h5 c4 57. Ba1 gxh5 58. g6 h4 59. g7 h3 60. Fe7 Bg8 61. Ff8 (diagram) h2 62. Kc2 Kc6 63. Bd1 b3+ 64. Kc3 h1=V 65. Bxh1 Kd5 66. Kb2 f4 67. Bd1+ Ke4 68. Bc1 Kd3 69. Bd1+ Ke2 70. Bc1 f3 71. Fc5 Bxg7 72. Bxc4 Bd7 73. Be4+ Kf1 74. Fd4 f2 (diagram) 0-1

Ezután a játszma után hét döntetlen következett. Fischer nem tudott kezdeményezéshez jutni, Szpasszkij minden ez irányú kísérletét hárította, és több játszmában is előnyösebb állást ért el, de előnyét nem tudta győzelemig fokozni.
14. játszma Fischer–Szpasszkij ½–½ 40 lépés
A 18. Fe5? lépés után Fxa4! 19.Vxa4 Hc6! lépésekkel Szpasszkij fölényes állást ért el. Fischer óvatlanul játszott, és a 21. lépésben gyalogot vesztett. Szpasszkij ezt egy elnézés révén a 27. lépésben visszaadta. A végjáték a 40. lépésben döntetlennel ért véget.
Elhárított vezércsel, Harrwitz-támadás ECO D37
1. c4 e6 2. Hf3 d5 3. d4 Hf6 4. Hc3 Fe7 5. Ff4 O-O 6. e3 c5 7. dxc5 Hc6 8. cxd5 exd5 9. Fe2 Fxc5 10. O-O Fe6 11. Bc1 Bc8 12. a3 h6 13. Fg3 Fb6 14. He5 He7 15. Ha4 He4 16. Bxc8 Fxc8 17. Hf3 Fd7 18. Fe5 Fxa4 19. Vxa4 Hc6 20. Ff4 Vf6 21. Fb5 Vxb2 22. Fxc6 Hc3 23. Vb4 Vxb4 24. axb4 bxc6 25. Fe5 Hb5 26. Bc1 Bc8 27. Hd4 f6 28. Fxf6 Fxd4 29. Fxd4 Hxd4 30. exd4 Bb8 31. Kf1 Bxb4 32. Bxc6 Bxd4 33. Ba6 Kf7 34. Bxa7+ Kf6 35. Bd7 h5 36. Ke2 g5 37. Ke3 Be4+ 38. Kd3 Ke6 39. Bg7 Kf6 40. Bd7 Ke6 1/2-1/2
15. játszma Szpasszkij–Fischer ½–½ 43 lépés
Fischer visszatért a szicíliai védelemhez, de a mérgezett gyalog változat helyett, amelyben elveszítette a 11. játszmát, a főváltozatot választotta. A 13. lépésben az ellenjáték érdekében gyalogot áldozott, amelyet Szpasszkij elfogadott. A 19. c3 lépés után Szpasszkij már fölényesen állt. Amikor a 29. Vxh5!? lépéssel Szpasszkij a második gyalogot is lenyerte, akkor Fischer erős támadáshoz jutott. Szpasszkij időzavarban is gyönyörű választ talált, és Fischer kénytelen volt az örökös sakkos döntetlennel megelégedni.
Szicíliai védelem, Najdorf-változat ECO B99
1. e4 c5 2. Hf3 d6 3. d4 cxd4 4. Hxd4 Hf6 5. Hc3 a6 6. Fg5 e6 7. f4 Fe7 8. Vf3 Vc7 9. O-O-O Hbd7 10. Fd3 b5 11. Bhe1 Fb7 12. Vg3 O-O-O 13. Fxf6 Hxf6 14. Vxg7 Bdf8 15. Vg3 b4 16. Ha4 Bhg8 17. Vf2 Hd7 18. Kb1 Kb8 19. c3 Hc5 20. Fc2 bxc3 21. Hxc3 Ff6 22. g3 h5 23. e5 dxe5 24. fxe5 Fh8 25. Hf3 Bd8 26. Bxd8+ Bxd8 27. Hg5 Fxe5 28. Vxf7 Bd7 29. Vxh5 Fxc3 30. bxc3 Vb6+ 31. Kc1 Va5 32. Vh8+ Ka7 33. a4 Hd3+ 34. Fxd3 Bxd3 35. Kc2 Bd5 36. Be4 Bd8 37. Vg7 Vf5 38. Kb3 Vd5+ 39. Ka3 Vd2 40. Bb4 Vc1+ 41. Bb2 Va1+ 42. Ba2 Vc1+ 43. Bb2 Va1+ 1/2-1/2
16. játszma Fischer–Szpasszkij ½–½ 60 lépés
Fischer a spanyol megnyitásban kedvenc csereváltozatát játszotta. Szpasszkij jól védekezett, és a végjátékra névleg egy gyalog előnnyel rendelkezett. A játszmát már a 34. lépésben döntetlenre lehetett volna adni, de Szpasszkij lélektani megfontolásból, pszichikai nyomásgyakorlásként csak a 60. lépésben egyezett bele a döntetlenbe.
Spanyol megnyitás, csereváltozat, Gligoric-változat ECO C69
1. e4 e5 2. Hf3 Hc6 3. Fb5 a6 4. Fxc6 dxc6 5. O-O f6 6. d4 Fg4 7. dxe5 Vxd1 8. Bxd1 fxe5 9. Bd3 Fd6 10. Hbd2 Hf6 11. Hc4 Hxe4 12. Hcxe5 Fxf3 13. Hxf3 O-O 14. Fe3 b5 15. c4 Bab8 16. Bc1 bxc4 17. Bd4 Bfe8 18. Hd2 Hxd2 19. Bxd2 Be4 20. g3 Fe5 21. Bcc2 Kf7 22. Kg2 Bxb2 23. Kf3 c3 24. Kxe4 cxd2 25. Bxd2 Bb5 26. Bc2 Fd6 27. Bxc6 Ba5 28. Ff4 Ba4+ 29. Kf3 Ba3+ 30. Ke4 Bxa2 31. Fxd6 cxd6 32. Bxd6 Bxf2 33. Bxa6 Bxh2 34. Kf3 Bd2 35. Ba7+ Kf6 36. Ba6+ Ke7 37. Ba7+ Bd7 38. Ba2 Ke6 39. Kg2 Be7 40. Kh3 Kf6 41. Ba6+ Be6 42. Ba5 h6 43. Ba2 Kf5 44. Bf2+ Kg5 45. Bf7 g6 46. Bf4 h5 47. Bf3 Bf6 48. Ba3 Be6 49. Bf3 Be4 50. Ba3 Kh6 51. Ba6 Be5 52. Kh4 Be4+ 53. Kh3 Be7 54. Kh4 Be5 55. Bb6 Kg7 56. Bb4 Kh6 57. Bb6 Be1 58. Kh3 Bh1+ 59. Kg2 Ba1 60. Kh3 Ba4 1/2-1/2
17. játszma Szpasszkij–Fischer ½–½ 45 lépés
Fischer életében először játszotta a Pirc-védelmet. A játszma lépésismétléses döntetlennel ért véget a 45. lépésben.
Pirc-védelem, osztrák támadás, sárkány formáció ECO B09
1. e4 d6 2. d4 g6 3. Hc3 Hf6 4. f4 Fg7 5. Hf3 c5 6. dxc5 Va5 7. Fd3 Vxc5 8. Ve2 O-O 9. Fe3 Va5 10. O-O Fg4 11. Bad1 Hc6 12. Fc4 Hh5 13. Fb3 Fxc3 14. bxc3 Vxc3 15. f5 Hf6 16. h3 Fxf3 17. Vxf3 Ha5 18. Bd3 Vc7 19. Fh6 Hxb3 20. cxb3 Vc5+ 21. Kh1 Ve5 22. Fxf8 Bxf8 23. Be3 Bc8 24. fxg6 hxg6 25. Vf4 Vxf4 26. Bxf4 Hd7 27. Bf2 He5 28. Kh2 Bc1 29. Bee2 Hc6 30. Bc2 Be1 31. Bfe2 Ba1 32. Kg3 Kg7 33. Bcd2 Bf1 34. Bf2 Be1 35. Bfe2 Bf1 36. Be3 a6 37. Bc3 Be1 38. Bc4 Bf1 39. Bdc2 Ba1 40. Bf2 Be1 41. Bfc2 g5 42. Bc1 Be2 43. B1c2 Be1 44. Bc1 Be2 45. B1c2 1/2-1/2
18. játszma Fischer–Szpasszkij ½–½ 47 lépés
A 19. – He5 lépés után az állás egyenlő volt. Az előző játszmához hasonlóan lépésismétléses döntetlennel ért véget.
Szicíliai védelem, Richter–Rauzer, Nyezsmetgyinov-támadás ECO B69
1. e4 c5 2. Hf3 d6 3. Hc3 Hc6 4. d4 cxd4 5. Hxd4 Hf6 6. Fg5 e6 7. Vd2 a6 8. O-O-O Fd7 9. f4 Fe7 10. Hf3 b5 11. Fxf6 gxf6 12. Fd3 Va5 13. Kb1 b4 14. He2 Vc5 15. f5 a5 16. Hf4 a4 17. Bc1 Bb8 18. c3 b3 19. a3 He5 20. Bhf1 Hc4 21. Fxc4 Vxc4 22. Bce1 Kd8 23. Ka1 Bb5 24. Hd4 Ba5 25. Hd3 Kc7 26. Hb4 h5 27. g3 Be5 28. Hd3 Bb8 29. Ve2 Ba5 30. fxe6 fxe6 31. Bf2 e5 32. Hf5 Fxf5 33. Bxf5 d5 34. exd5 Vxd5 35. Hb4 Vd7 36. Bxh5 Fxb4 37. cxb4 Bd5 38. Bc1+ Kb7 39. Ve4 Bc8 40. Bb1 Kb6 41. Bh7 Bd4 42. Vg6 Vc6 43. Bf7 Bd6 44. Vh6 Vf3 45. Vh7 Vc6 46. Vh6 Vf3 47. Vh7 Vc6 1/2-1/2
19. játszma Szpasszkij–Fischer ½–½ 40 lépés
A mérkőzésen másodszor játszotta Fischer az Aljechin-védelmet. A 18. – Fg5! lépés után a játszmát kommentáló Gligoric a bonyolult állásban mindkét fél számára több taktikai lehetőséget is látott. Az áldozatokkal teli középjáték csatározásai után a 37. lépésre teljesen döntetlen állás alakult ki.
Aljechin-védelem, modern változat ECO B05
1. e4 Hf6 2. e5 Hd5 3. d4 d6 4. Hf3 Fg4 5. Fe2 e6 6. O-O Fe7 7. h3 Fh5 8. c4 Hb6 9. Hc3 O-O 10. Fe3 d5 11. c5 Fxf3 12. Fxf3 Hc4 13. b3 Hxe3 14. fxe3 b6 15. e4 c6 16. b4 bxc5 17. bxc5 Va5 18. Hxd5 Fg5 19. Fh5 cxd5 20. Fxf7+ Bxf7 21. Bxf7 Vd2 22. Vxd2 Fxd2 23. Baf1 Hc6 24. exd5 exd5 25. Bd7 Fe3+ 26. Kh1 Fxd4 27. e6 Fe5 28. Bxd5 Be8 29. Be1 Bxe6 30. Bd6 Kf7 31. Bxc6 Bxc6 32. Bxe5 Kf6 33. Bd5 Ke6 34. Bh5 h6 35. Kh2 Ba6 36. c6 Bxc6 37. Ba5 a6 38. Kg3 Kf6 39. Kf3 Bc3+ 40. Kf2 Bc2+ 1/2-1/2
20. játszma Fischer–Szpasszkij ½–½ 54 lépés
A szicíliai védelem Richter–Rauzer-változatában a 13. – Hxd2 lépés után egyenlő állás alakult ki. Fischer nem tudta magához ragadni a kezdeményezést, és Szpasszkij jobban állt. Fischer két alkalommal is próbált lépésismétléses döntetlenre játszani, de Szpasszkij mindkétszer kitért ez elől. Végül Fischer harmadik döntetlen ajánlatát elfogadta.
Szicíliai védelem, Richter–Rauzer, neomodern változat ECO B68
1. e4 c5 2. Hf3 Hc6 3. d4 cxd4 4. Hxd4 Hf6 5. Hc3 d6 6. Fg5 e6 7. Vd2 a6 8. O-O-O Fd7 9. f4 Fe7 10. Fe2 O-O 11. Ff3 h6 12. Fh4 Hxe4 13. Fxe7 Hxd2 14. Fxd8 Hxf3 15. Hxf3 Bfxd8 16. Bxd6 Kf8 17. Bhd1 Ke7 18. Ha4 Fe8 19. Bxd8 Bxd8 20. Hc5 Bb8 21. Bd3 a5 22. Bb3 b5 23. a3 a4 24. Bc3 Bd8 25. Hd3 f6 26. Bc5 Bb8 27. Bc3 g5 28. g3 Kd6 29. Hc5 g4 30. He4+ Ke7 31. He1 Bd8 32. Hd3 Bd4 33. Hef2 h5 34. Bc5 Bd5 35. Bc3 Hd4 36. Bc7+ Bd7 37. Bxd7+ Fxd7 38. He1 e5 39. fxe5 fxe5 40. Kd2 Ff5 41. Hd1 Kd6 42. He3 Fe6 43. Kd3 Ff7 44. Kc3 Kc6 45. Kd3 Kc5 46. Ke4 Kd6 47. Kd3 Fg6+ 48. Kc3 Kc5 49. Hd3+ Kd6 50. He1 Kc6 51. Kd2 Kc5 52. Hd3+ Kd6 53. He1 He6 54. Kc3 Hd4 1/2-1/2
21. játszma Szpasszkij–Fischer 0–1 41 lépés
Fischer a szicíliai védelemnek egy olyan változatát játszotta, amelyet azelőtt életében még soha nem alkalmazott versenyjátszmában. A nyolcadik lépése újításnak számított. A 14. – Vxf6 lépés után az állás egyenlő volt. Szpasszkij gyengébben játszotta a végjátékot, és a függőállás már Fischer jelentős előnyét mutatta. Szpasszkij borítékolt 41. Fd7?? függőlépése az elemzések alapján vesztőlépés volt, mert most 41. – Kg4 után a h-gyalog ezt követő előrenyomulása megállíthatatlan.
Szicíliai védelem, Paulsen-változat ECO B46
1. e4 c5 2. Hf3 e6 3. d4 cxd4 4. Hxd4 a6 5. Hc3 Hc6 6. Fe3 Hf6 7. Fd3 d5 8. exd5 exd5 9. O-O Fd6 10. Hxc6 bxc6 11. Fd4 O-O 12. Vf3 Fe6 13. Bfe1 c5 14. Fxf6 Vxf6 15. Vxf6 gxf6 16. Bad1 Bfd8 17. Fe2 Bab8 18. b3 c4 19. Hxd5 Fxd5 20. Bxd5 Fxh2+ 21. Kxh2 Bxd5 22. Fxc4 Bd2 23. Fxa6 Bxc2 24. Be2 Bxe2 25. Fxe2 Bd8 26. a4 Bd2 27. Fc4 Ba2 28. Kg3 Kf8 29. Kf3 Ke7 30. g4 f5 31. gxf5 f6 32. Fg8 h6 33. Kg3 Kd6 34. Kf3 Ba1 35. Kg2 Ke5 36. Fe6 Kf4 37. Fd7 Bb1 38. Fe6 Bb2 39. Fc4 Ba2 40. Fe6 h5 41. Fd7 0-1
A függőjátszma folytatásának időpontjában Lothar Schmid főbíró tájékoztatta a közönséget, hogy Szpasszkij telefonon jelezte a játszma feladását. Ezzel a mérkőzést Fischer 12,5–8,5 arányban megnyerte, és ő lett a sakkozás történetének 11. hivatalos világbajnoka.

## A mérkőzés utóélete
A világbajnoki döntő után Fischer nem indult többet világversenyen, így a következő, 1975-ös sakkvilágbajnokságon sem. Húsz évvel később, 1992-ben visszavágót játszott Szpasszkijjal, amelyet szintén ő nyert meg 10–5 (17,5–12,5) arányban.
A Nemzetközi Sakkszövetség részben elfogadta Fischer javaslatát a világbajnoki döntők menetére vonatkozóan, és már a következő világbajnokság kiírása szerint a döntő nem 24 játszmáig tartott volna, hanem 10 nyert játszmáig. Fischernek azt a javaslatát azonban, hogy 9–9 állásnál a világbajnok megtartsa címét, a FIDE már nem fogadta el. Fischer nem állt ki az 1975-ös sakkvilágbajnokság döntőjére, ezért címét megvonták tőle. A következő világbajnoki döntők – 1978–1984 között – hat nyert játszmáig lettek kiírva, azonban a véget nem érő, egymás után előbb 17, majd további 14 döntetlent hozó 1984-es Karpov–Kaszparov-döntő tapasztalatai alapján 1985-től visszatértek a 24 játszmás döntők rendszeréhez.

## A mérkőzés megörökítése a kultúrában
- Még a mérkőzés előtt Vlagyimir Viszockij egy kétrészes dalt írt A sakk-korona tisztelete, valamint Előkészületek és játék címmel.[40]
- Bobby Fischer életéről, középpontban a sakkvilágbajnoki döntővel, életrajzi dokumentumfilm készült 2011-ben. Rendezője Liz Garbus.[41]
- A mérkőzésnek állít emléket az amerikai filmrendező Edward Zwick Gyalogáldozat (2014) című filmje, amelynek főszerepét Tobey Maguire (Fischer) és Liev Schreiber (Szpasszkij) játszotta. A film világpremierjére a 2014-es Torontói Nemzetközi Filmfesztiválon került sor.[42]
- A mérkőzés és Bobby Fischer alakja ihlette a Sakk (eredeti címe: Chess) című musicalt, amelynek szövegét Tim Rice írta, zenéjét a két volt ABBA-tag Björn Ulvaeus és Benny Andersson szerezte. A musicalt 1995-ben a Rock Színház előadásában Magyarországon is bemutatták.[43][44]
- A mérkőzés adja a hátterét az izlandi Arnaldur Indriðason Einvígið című, 2011-ben kiadott könyvének.[45]
- Havadtőy Sámuel több festményét a mérkőzés ihlette, ezekből tematikus kiállítást is rendeztek a Közép-európai Egyetem Centrális Galériájában 2007–2008-ban One Man Show címmel.[46] Az utolsó játszma 41 lépését szimbolizáló kiállítást többek között a moszkvai Magyar Kulturális Központban is megrendezték, amelyet Borisz Szpasszkij is megtekintett.[47]

### A mérkőzéssel foglalkozó szakirodalom
- Benko, Pal, Burt Hochberg. Winning with Chess Psychology. McKay Chess Library
- Brady, Frank. Profile of a Prodigy, 2nd, David McKay. OCLC 724113 (1973)
- Byrne, Robert, Ivo Nei. Both Sides of the Chessboard. Quadrangle/The New York Times Book Co. (1974). ISBN 0-8129-0379-X
- Donner, J. H.. The King: Chess Pieces. New in Chess (2006). ISBN 90-5691-171-6
- Edmonds, David, John Eidinow. Bobby Fischer Goes to War: How the Soviets Lost the Most Extraordinary Chess Match of All Time. HarperCollins Publishers Inc. (2004). ISBN 0-06-051024-2
  - Német nyelven: David Edmonds / John Eidinow: Wie Bobby Fischer den Kalten Krieg gewann. München: Deutsche Verlags-Anstalt 2004, ISBN 3-421-05654-4 (seit 2007 auch als TB: S. Fischer Verlag ISBN 3-596-17168-7)
- Kasparov, Garry. My Great Predecessors, part III. Everyman Chess (2004). ISBN 1-85744-371-3
- Kasparov, Garry. My Great Predecessors, part IV. Everyman Chess (2004). ISBN 1-85744-395-0
- Kažić, B. M.. International Championship Chess: A Complete Record of FIDE Events. Pitman (1974). ISBN 0-273-07078-9
- Lombardy, William. Understanding Chess: My System, My Games, My Life. Russell Enterprises (2011). ISBN 978-1-936490-22-6
- szerk.: Matanović, Aleksandar: Encyclopaedia of Chess Openings, 2nd, Yugoslavia: Chess Informant (1996)
- szerk.: Matanović, Aleksandar: Encyclopaedia of Chess Openings, 2nd, Yugoslavia: Chess Informant (1984)
- szerk.: Matanović, Aleksandar: Encyclopaedia of Chess Openings, 3rd, Yugoslavia: Chess Informant (1997). ISBN 86-7297-032-2
- szerk.: Matanović, Aleksandar: Encyclopaedia of Chess Openings, 2nd, Yugoslavia: Chess Informant (1981)
- szerk.: Matanović, Aleksandar: Encyclopaedia of Chess Openings, 1st, Yugoslavia: Chess Informant (1976)
- szerk.: Matanović, Aleksandar: Encyclopaedia of Chess Openings, 2nd, Yugoslavia: Chess Informant (1987). ISBN 86-7297-008-X
- szerk.: Matanović, Aleksandar: Encyclopaedia of Chess Openings, 2nd, Yugoslavia: Chess Informant (1991). ISBN 86-7297-023-3
- Mednis, Edmar. How to Beat Bobby Fischer. Dover (1997). ISBN 0-486-29844-2
- Plisetsky, Dimitry, Sergey Voronkov. Russians versus Fischer. Everyman Chess (2005). ISBN 1-85744-380-2
- Steiner, George. Fields of Force: Fischer and Spassky at Reykjavik. Viking Press (1974)
- Gligorić, Svetozar. Fischer Spasskij, Schachmatch des Jahrhunderts. Droemer Knaur, Zürich (1972). ISBN 3-85886-021-2
- Pachman, Luděk. Der Titelkampf Fischer-Spasskij. Rau-Verlag, Düsseldorf (1972)
- Teschner, Rudolf. Fischer gegen Spasski 1972 und 1992. Edition Olms (1993). ISBN 3-283-00270-3
- Munzert, Reinhard. Schachpsychologie. Beyer Verlag, Hollfeld (1998). ISBN 3-88805-467-2
- Evans, L., K. Smith. Chess World Championship 1972: Fischer vs. Spassky. Simon & Schuster (1973). ISBN 0-671-21546-9
- Воронков С., Плисецкий Д. Русские против Фишера. — М.: РИПОЛ классик, 2004. — 528 с. — ISBN 5-7905-2473-7.
- Каспаров, Г. К. Мои великие предшественники. — М.: РИПОЛ классик, 2005. — Т. 4: Фишер и звёзды Запада. — 544 с. — ISBN 5-7905-3317-5.
- Крогиус Н. В., Голубев А. Н., Гутцайт Л. Э. Борис Спасский. — М.: Центральный коллектор научных библиотек, 2000. — Т. 2. — 316 с. — ISBN 5-93260-007-1.
- Byrne, R., Nei, I. Both Sides of the Chessboard. — Quadrangle/The New York Times Book Co., 1974. — 225 p. — ISBN 0-8129-0379-X.

### Cikkek, interjúk, videók
- Schachland Island (németül)
- Bis alle seine Bauern wurden (németül)
- Bobby Fischer–Borisz Szpasszkij (videó) (angolul)
- 1943. március 9-én született Bobby Fischer
- Verőci Zsuzsa: Borisz Szpasszkij 70 éves Origo 2007.02.01.
- Öntörvényű sakkzseni
- Apats Gábor: Az euramerikai magyar játszmája Archiválva 2016. március 5-i dátummal a Wayback Machine-ben Origo, 2006.12.22.
- Somorjai László: Magyar volt az amerikai?
- Borisz Vasziljevics Szpasszkij
- Verőci Zsuzsa: A sakkozás tizedik világbajnokát, Borisz Szpasszkijt köszöntjük 75. születésnapján Archiválva 2020. június 6-i dátummal a Wayback Machine-ben